# Symplocos oblongifolia
Symplocos oblongifolia är en tvåhjärtbladig växtart som beskrevs av Giovanni Casaretto. Symplocos oblongifolia ingår i släktet Symplocos och familjen Symplocaceae. Inga underarter finns listade i Catalogue of Life.